# Emiliano Buendía
Emiliano Buendía Stati (* 25. prosince 1996 Mar del Plata) je argentinský profesionální fotbalista, který hraje na pozici křídelníka či ofensivního záložníka za anglický klub Aston Villa FC.

## Klubová kariéra

### Getafe
Buendía se narodil ve městě Mar del Plata v Argentině a svou mládežnickou kariéru začal v klubu Cadetes de San Martín. V roce 2009 přešel do akademie Realu Madrid, ze které se o rok později přesunul do Getafe. Zde 30. března 2014 debutoval v rezervním týmu při ligové výhře 2:1 proti CD Puerta Bonita. 13. dubna vstřelil svůj první gól, a to při vítězství 2:0 proti Peña Sport FC.
Dne 5. prosince 2014 odehrál své první utkání v A-týmu, když v 78. minutě pohárového utkání proti Eibaru vystřídal Ángela Lafitu.
Buendía debutoval v La Lize 1. února 2015, když nastoupil jako pozdní náhradník při prohře 0:1 proti UD Almería. 27. září vstřelil svůj první gól při domácím vítězství 3:0 nad Levante UD.
Dne 5. července 2016, navzdory sestupu týmu z nejvyšší soutěže, podepsal Buendía novou pětiletou smlouvu s madridským klubem. 27. července následujícího roku odešel na roční hostování do druholigového klubu Cultural y Deportiva Leonesa.

### Norwich City

#### Sezóna 2018/19
Dne 8. června 2018 přestoupil Buendía do Norwiche City hrajícího anglickou EFL Championship; v klubu podepsal čtyřletou smlouvu.
Dne 27. října 2018 vstřelil svůj první gól v klubu při výhře 1:0 nad Brentfordem. V první sezóně v klubu se stal jedním z klíčových hráčů - vstřelil ještě dalších 7 ligových branek, a pomohl Norwichi k postupu do Premier League a k zisku mistrovského titulu. Fanoušci jej následně zvolili třetím nejlepším hráčem klubu za sezónu 2018/19.

#### Sezóna 2019/20
Dne 8. července 2019 podepsal novou pětiletou smlouvu do léta 2024.
Během prosince 2019 vytvořil Buendía svým spoluhráčům 29 gólových šancí. Překonal tak 12 let starý rekord Stevena Gerrarda, který za prosinec 2007 v Premier League přichystal 26 střeleckých příležitostí.
Dne 7. července 2020 vstřelil Buendía svůj vůbec první gól v Premier League , a to při porážce s Watfordem 1:2 na Vicarage Road. Norwich následně prohrál svůj další zápas s West Hamem, což vyústilo v sestup z nejvyšší soutěže již po jedné sezóně.

#### Sezóna 2020/21
Dne 6. dubna 2021 Buendía jednou skóroval a poskytl tři asistence při vysokém vítězství 7:0 nad Huddersfieldem.
17. dubna si Norwich zajistil postup zpět do Premier League, a 1. května, po výhře 4:1 nad Readingem, získal mistrovský titul.
Dne 29. dubna, po sezóně, ve které Buendía vstřelil 15 ligových branek a přidal dalších 16 asistencí, získal ocenění pro nejlepšího hráče sezóny EFL Championship. Obdržel také ocenění pro nejlepšího hráčem sezóny Norwiche a stal se teprve čtvrtým hráčem mimo Britské ostrovy, který tuto cenu získal.

### Aston Villa
Dne 7. června 2021 bylo oznámeno, že Buendía přestoupí do prvoligové Aston Villy, jakmile se vrátí z reprezentačního srazu z Argentiny. Přestup byl dokončen 10. června; cena je odhadována na 38 milionů liber. Stal se tak rekordní posilou Aston Villy, a rekordním prodejem Norwiche City.
Buendía debutoval v Aston Ville 14. srpna 2021 v prvním ligovém kole proti Watfordu.

## Reprezentační kariéra
Dne 16. září 2014 byl Buendía povolána do španělské reprezentace do 19 let. 29. dubna následujícího roku byl Argentinou povolán na Mistrovství světa do 20 let 2015. V květnu 2021 dostal Buendía svoji první pozvánku do argentinské seniorské reprezentace.

## Statistiky
K 14. srpnu 2021
| Klub                     | Sezóna  | Liga             | Liga   | Liga | Národní pohár | Národní pohár | Ligový pohár | Ligový pohár | Ostatní | Ostatní | Celkem | Celkem |
| Klub                     | Sezóna  | Liga             | Zápasy | Góly | Zápasy        | Góly          | Zápasy       | Góly         | Zápasy  | Góly    | Zápasy | Góly   |
| ------------------------ | ------- | ---------------- | ------ | ---- | ------------- | ------------- | ------------ | ------------ | ------- | ------- | ------ | ------ |
| Getafe                   | 2014/15 | La Liga          | 6      | 0    | 5             | 0             | —            | —            | —       | —       | 11     | 0      |
| Getafe                   | 2015/16 | La Liga          | 17     | 1    | 0             | 0             | —            | —            | —       | —       | 18     | 1      |
| Getafe                   | 2016/17 | Segunda División | 12     | 2    | 0             | 0             | —            | —            | —       | —       | 13     | 2      |
| Getafe                   | Celkem  | Celkem           | 35     | 3    | 5             | 0             | —            | —            | —       | —       | 40     | 3      |
| Cultural Leonesa (host.) | 2017/18 | Segunda División | 40     | 6    | 2             | 1             | —            | —            | —       | —       | 42     | 7      |
| Norwich City             | 2018/19 | Championship     | 38     | 8    | 0             | 0             | 3            | 0            | —       | —       | 41     | 8      |
| Norwich City             | 2019/20 | Premier League   | 36     | 1    | 2             | 0             | 1            | 0            | —       | —       | 39     | 1      |
| Norwich City             | 2020/21 | Championship     | 39     | 15   | 2             | 0             | 0            | 0            | —       | —       | 41     | 15     |
| Norwich City             | Celkem  | Celkem           | 113    | 24   | 4             | 0             | 4            | 0            | —       | —       | 121    | 24     |
| Aston Villa              | 2021/22 | Premier League   | 1      | 0    | 0             | 0             | 0            | 0            | —       | —       | 1      | 0      |
| Celkem                   | Celkem  | Celkem           | 189    | 33   | 11            | 1             | 4            | 0            | 0       | 0       | 204    | 34     |

## Ocenění

### Klubové

#### Norwich City
- EFL Championship: 2018/19,[32] 2020/21[33]

### Individuální
- Nejlepší hráč sezóny EFL Championship: 2020/21[34]
- Jedenáctka sezóny EFL Championship: 2020/21[33][35][36]
- Nejlepší hráč sezóny Norwiche City: 2020/21[21]